# International Near-Earth Asteroid Survey
| Asteroidi scoperti: 8 | Asteroidi scoperti: 8 |
| --------------------- | --------------------- |
| 4121 Carlin           | 2 maggio 1986         |
| 5227 Bocacara         | 4 agosto 1986         |
| 5722 Johnscherrer     | 2 maggio 1986         |
| (6694) 1986 PF        | 4 agosto 1986         |
| 9556 Gaywray          | 8 aprile 1986         |
| (9735) 1986 JD        | 2 maggio 1986         |
| 10046 Creighton       | 2 maggio 1986         |
| (10292) 1986 PM       | 2 agosto 1986         |

L'International Near-Earth Asteroid Survey (INAS) era un programma di ricerca di asteroidi near-Earth organizzato e coordinato da Eleanor F. Helin negli anni ottanta.
INAS era la parte internazionale del Planet-Crossing Asteroid Survey (PCAS), che operava esclusivamente dall'Osservatorio di Monte Palomar, negli Stati Uniti. INAS, invece, tentava di espandere la copertura del cielo e la scoperta di oggetti near-Earth da ogni parte del mondo.
Il Minor Planet Center accredita al programma la scoperta di 8 asteroidi.